# Sneglzilla
Sneglzilla er anden udgivelse fra den danske rap-gruppe Malk de Koijn. Albummet blev gruppens egentlige gennembrud, med singlen "Vi Tager Fuglen på Dig", selvom de allerede i 1998 havde udgivet Smash Hit In Aberdeen, dog uden at blive bredt kendt.
Coveret er tegnet af Kristian von Bengtson.
Musikmagasinet GAFFA gav albummet seks ud af seks mulige stjerner, og skrev "Malk De Koijn er tre bananer, ingen kan nå!". Kåret til årtiets bedste danske album af Soundvenue.
Albummet var nomineret til prisen Danish Music Award for Årets danske album i 2003.

## Spor

### CD
1. "Sneglzilla"
2. "Fågt up i skalle rmx 2001"
3. "Vi Tager Fuglen på Dig"
4. "Radion ska' kneppas"
5. "Phantastisk"
6. "Suppe steg og is Dj"
7. "Jernskjorten"
8. "Musclebundt"
9. "O.Gl. Ost"
10. "Rocstar"
11. "De rigtige Mccoys"
12. "Los Salvajes (Caracoles marinos)"
13. "Malk De Kojn går på gymnasium"
14. "Johnny Torso"
15. "Sikoinerz"

### LP
Side A
1. "Sneglzilla"
2. "Fågt up i skalle rmx 2001"
3. "Los Salvajes (Caracoles marinos)"

Side B
1. "Rocstar"
2. "Musclebundt"

Side C
1. "Suppe steg og is Dj"
2. "Radion ska' kneppas"

Side D
1. "Vi tager fuglen på dig"
2. "De rigtige Mccoys"
3. "Malk De Kojn går på gymnasium"

Side E
1. "Ost"
2. "Jernskjorten"
3. "Phantastisk"

Side F
1. "O.Gl. Ost"
2. "Johnny Torso"
3. "Sikoinerz"